# Czesław Czechyra
Czesław Czechyra (* 12. Januar 1954 in Potok Górny, Woiwodschaft Lublin) ist ein polnischer Politiker der Platforma Obywatelska (Bürgerplattform).

## Leben
Czechyra schloss ein Studium an der Medizinischen Akademie in Lublin (heute Medizinische Universität) ab.
In den 1990er Jahren gründete und führte er die Organisation Zdrowe Dziecko (Gesundheit der Kinder). Czesław Czechyra war im Rat der Stadt und der Gemeinde Kozienice sowie im Rat des Powiat Kozienicki (Landkreis Kozienicki). 2006 bis 2007 war Czechyra im Sejmik der Woiwodschaft Masowien stellvertretender Vorsitzender in der Gesundheitskommission. Er ist Oberarzt der Kinderabteilung des Krankenhauses in Kozienice.
Bei den vorgezogenen Parlamentswahlen 2007 kandidierte er im Wahlbezirk 17 Radom und konnte mit 6871 Stimmen in den Sejm einziehen. Er gehört seit 2007 der Kommission für Landwirtschaft und Dorfentwicklung (Komisja Rolnictwa i Rozwoju Wsi) sowie seit Januar 2008 der Gesundheitskommission (Komisja Zdrowia) an.
Czesław Czechyra ist verheiratet und hat drei Kinder.